# Malabrigo (Perú)
Malabrigo también conocido como Puerto Malabrigo o de forma no oficial, Puerto Chicama es una localidad portuaria del Perú, capital del distrito de Rázuri ubicado en la provincia de Ascope en el departamento de La Libertad. Se encuentra aproximadamente a 70 km al norte de la ciudad de Trujillo. 
Es considerada un "paraíso del surf" para los tablistas de todo el mundo en cuyas playas se encuentran "las olas izquierdas perfectas más largas del mundo". Es también un lugar privilegiado para la práctica de deportes acuáticos como la pesca, el stand-up paddle y el sup surf.

## Historia
La zona perteneció al área territorial Cupisnique.
Antiguamente en el puerto de Malabrigo anclaban los barcos a cargar azúcar de las haciendas de la zona. Fue construido por el ingeniero alemán Helmuth Bolzmann en 1917, a solicitud de la familia Gildemaister. Hoy es un destino turístico marcado en la ruta de las mejores olas izquierdas no solo de Latinoamérica, sino también del mundo. Los expertos pueden apreciar debidamente la fuerte corriente y las ondulaciones del sur y del sudeste, a pesar de que suele haber bastante viento en contra.

## Transporte
Para llegar lo mejor es tomar un autobús desde Trujillo, aunque está a más de 70 kilómetros. Los autocares salen cada media hora desde el Museo Casinelli. Deben ser los que tienen dirección Chicama, Paiján o Ascope. Si se va en auto, hay que coger el kilómetro 614 de la Panamericana Norte.

## Malabrigo, paraíso del surf
Las playas de Malabrigo son considerada un paraíso para la práctica del surf. Allí se forman las denominadas “olas chicameras” consideradas por los tablistas como "las olas izquierdas perfectas más largas del mundo". Se trata de olas tubulares de un promedio de 1,5 km de largo que no pasan los 2,5 m de altura en los días más favorables.
La rompiente de Chicama fue la primera ola en el país que se incorporó a la lista de olas protegidas bajo la Ley de rompientes a partir del Decreto Supremo n.º 0086-2016 MGP/DGCG publicado el 18 de febrero del 2016 en el diario El Peruano.

## Gastronomía
Uno de sus atractivos es la gastronomía local, basada en la cocina casera de platos típicos de origen marino como el reventado de cangrejo, el charqui de raya, el sudado de tramboyo, la fritanga, la causa en lapa, el sudado de pescado a la leña o el popular ceviche.

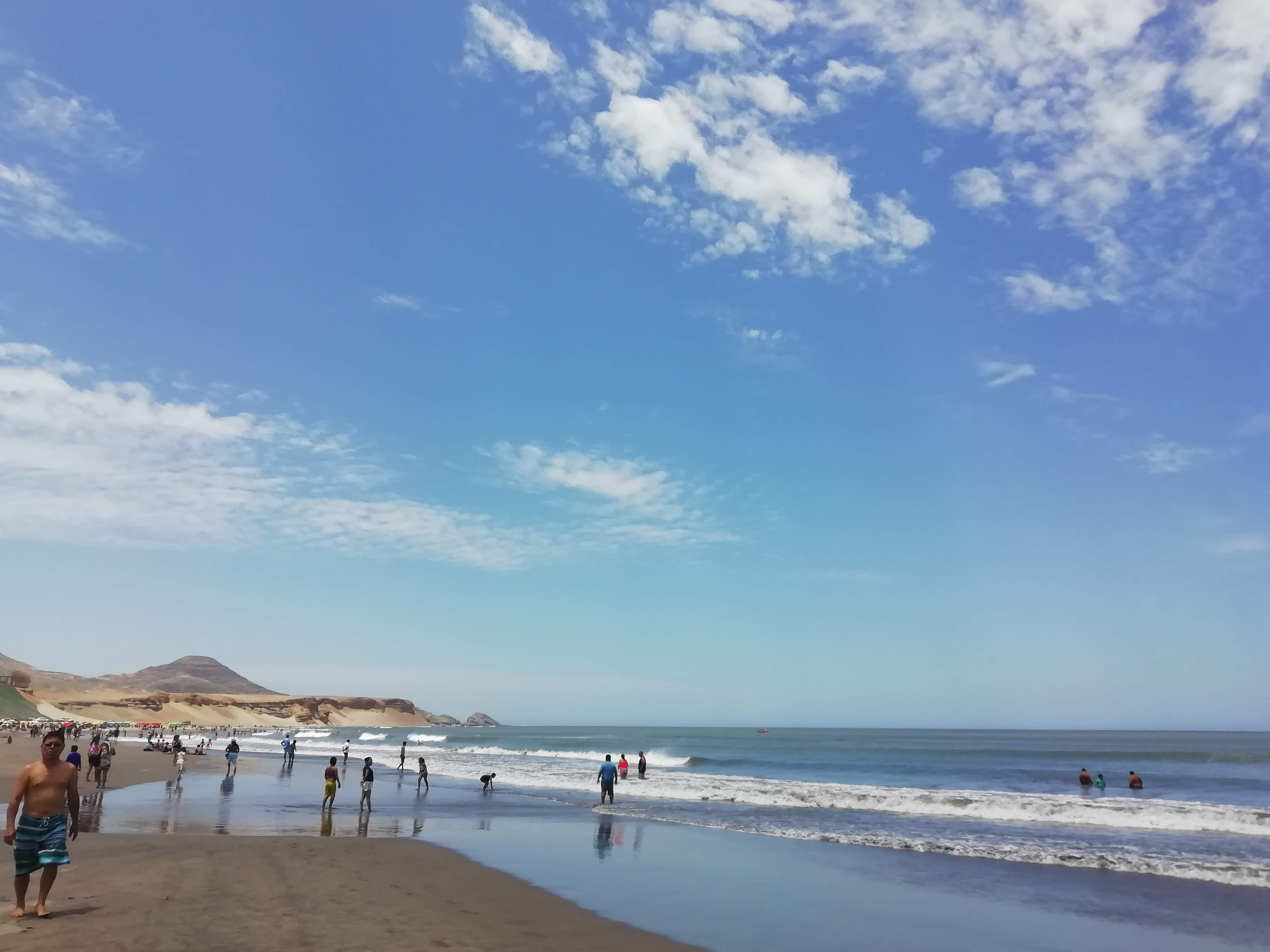
Playa Malabrigo durante el verano